# Danh sách loài Amanita
Danh sách các loài nấm nổi tiếng trong chi Amanita bao gồm hơn 500 loài đã được đặt tên và các biến thể của chúng. Danh sách này phân loại theo phân chi và các đoạn của Amanita theo các tác giả/nhóm tác giả Corner and Bas (1962) và Bas (1969), cũng như Tulloss (2007). Các loài có tên in đậm và đánh dấu sao (*) là loài đặc trưng của section đó, với hai dấu sao (**) là loài đặc trưng của chi. Tên phổ biến được sử dụng theo các tác giả Tulloss (2007), Holden (2003), Arora (1986), và Lincoff (1981).

## Phân chiAmanita

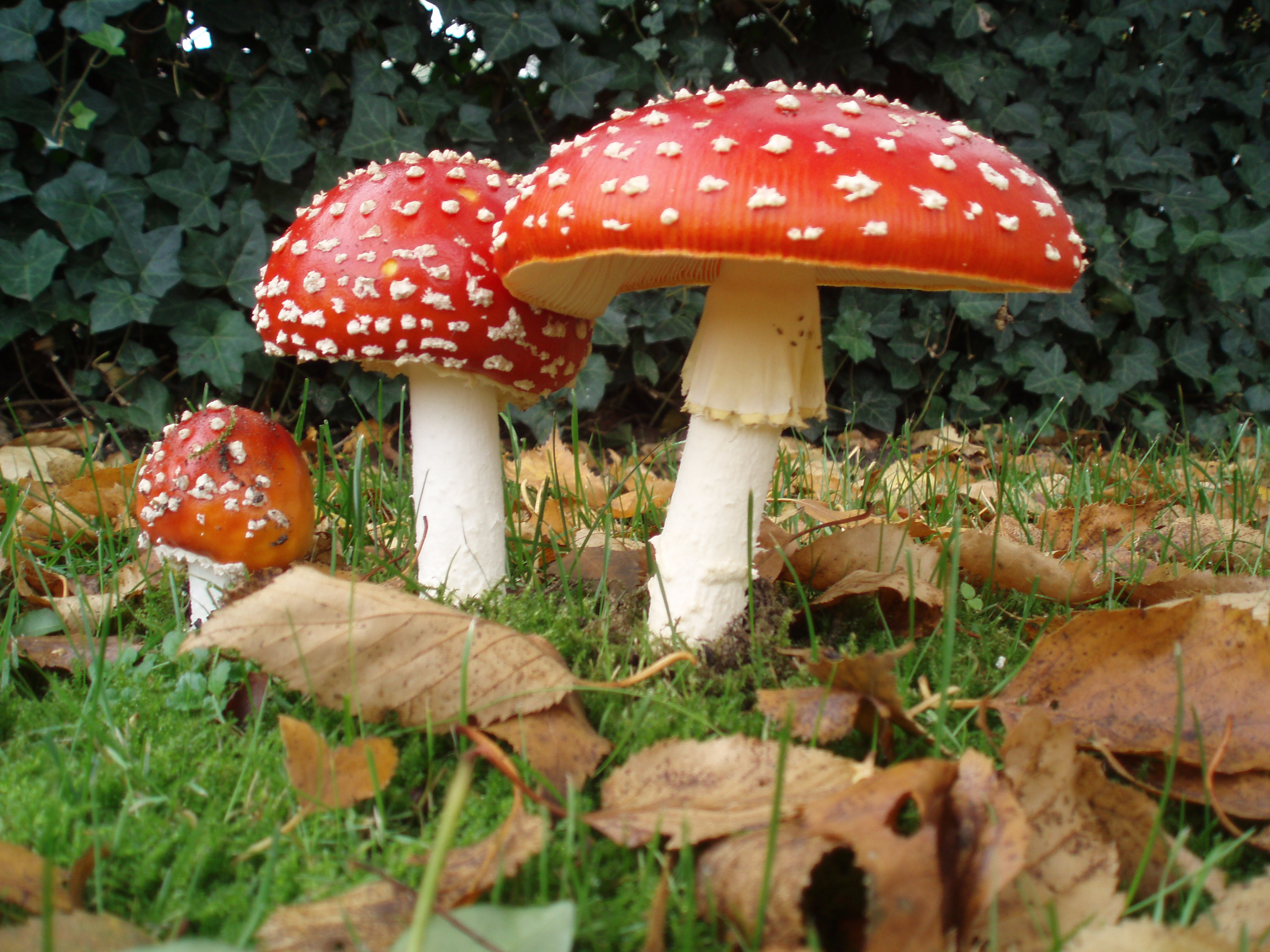
A. muscaria

### Phân chiAmanita
- Amanita albocreata – (Bắc Mỹ)
- Amanita altipes – (Tây Nam Trung Quốc)
- Amanita aprica – (Bắc Mỹ)
- Amanita armeniaca – gypsy amanita (Úc)
- Amanita augusta – (Hoa Kỳ)
- Amanita breckonii – (phía tây của Hoa Kỳ)
- Amanita eliae – (châu Âu)
- Amanita farinosa – (đông Bắc Mỹ đến Trung Mỹ)
- Amanita frostiana – Frost's amanita (đông Bắc Mỹ)
- Amanita gemmata – gemmed mushroom, jewelled amanita (châu Âu)
- Amanita ibotengutake – Japanese Ringed-Bulb Amanita (Nhật Bản)
- Amanita muscaria ** – fly agaric (toàn cầu)
- Amanita multisquamosa - Small Funnel-Veil Amanita (phía tây của Bắc Mỹ)
- Amanita nehuta – Maori dust Amanita (New Zealand)
- Amanita parcivolvata – False Caesar, False Fly Agaric
- Amanita pantherina – panther mushroom, panther cap (Northern Hemisphere)
- Amanita parvipantherina – (tỉnh Vân Nam, tây nam Trung Quốc)
- Amanita petalinivolva – (Brasil)
- Amanita regalis – royal fly agaric (châu Âu, bang Alaska)
- Amanita roseotincta – (Bắc Mỹ)
- Amanita rubrovolvata – red volva amanita (châu Á)
- Amanita velatipes – (phía tây của Bắc Mỹ)
- Amanita virgineoides - white-colored (Nhật Bản)
- Amanita viscidolutea – (Brasil)
- Amanita wellsii – salmon amanita (Bắc Mỹ)
- Amanita xanthocephala – vermillion grisette (Úc)

### Phân chiVaginatae

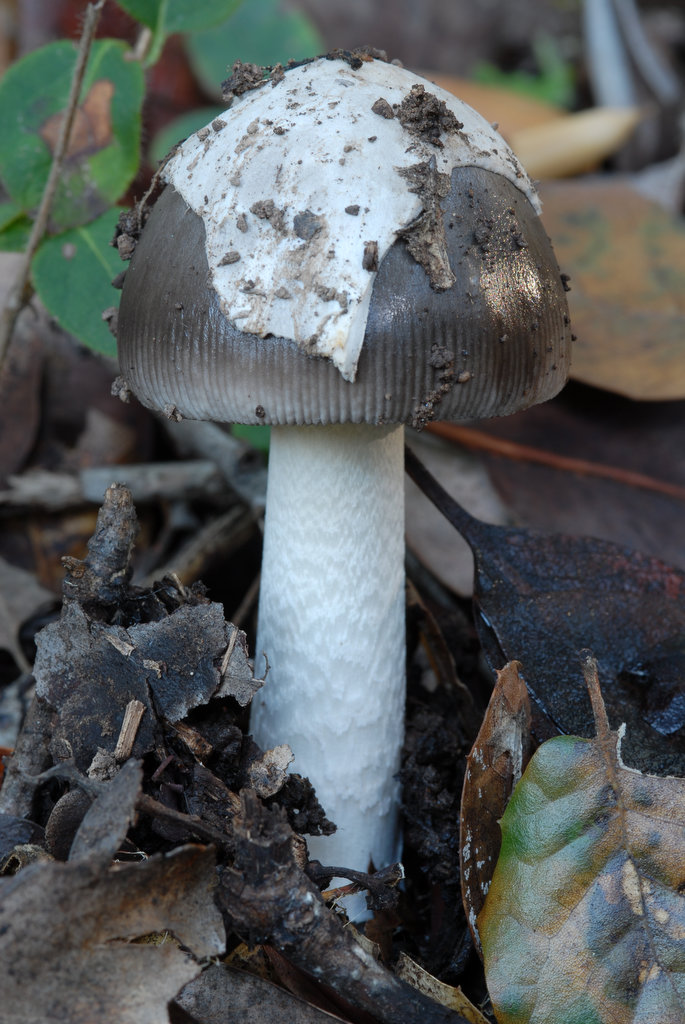
A.vaginata

- Amanita argentea (=Amanita mairei) – (châu Âu)
- Amanita battarrae (=Amanita umbrinolutea) – umber-zoned ringless amanita (châu Âu)
- Amanita beckeri - Becker's Ringless Amanita (châu Âu)
- Amanita ceciliae (=Amanita inaurata) – Cecilia's ringless amanita, snakeskin grisette (châu Âu)
- Amanita crocea – orange grisette, saffron ringless amanita (châu Âu)
- Amanita fulva – tawny grisette, orange-brown ringless amanita (châu Âu)
- Amanita liquii – (tây nam Trung Quốc)
- Amanita lividopallescens – (châu Âu)
- Amanita nivalis – mountain grisette, snow ringless amanita (Bắc Cực/dãy Anpơ)
- Amanita orientifulva – (tây nam Trung Quốc)
- Amanita pachycolea – Stuntz' great ringless amanita, miền tây grisette (phía tây Bắc Mỹ)
- Amanita pekeoides – Maori's sack ringless Amanita (New Zealand)
- Amanita sinicoflava – (Bắc Mỹ)
- Amanita submembranacea – (châu Âu)
- Amanita vaginata * – grisette (châu Âu, Bắc Mỹ)
- Amanita velosa – springtime amanita, bittersweet orange ringless amanita (phía tây Bắc Mỹ)

### Phân chiCaesareae
- Amanita basii – (Mexico)

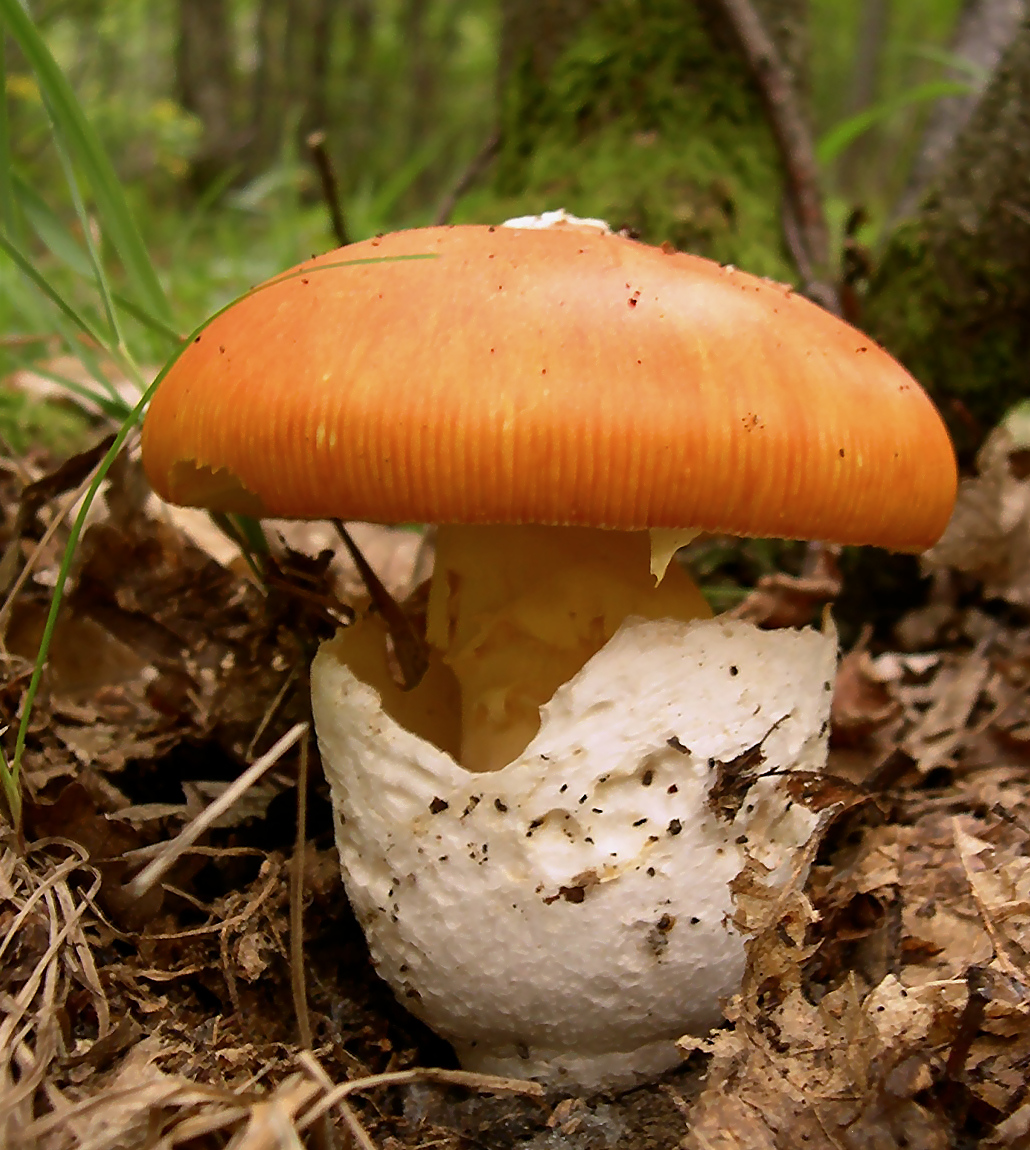
A. caesarea

- Amanita caesarea * – Caesar's mushroom, caesar, royal amanita (phía nam châu Âu)
- Amanita caesareoides – Asian Vermilion Slender Caesar (Đông Nam Á)
- Amanita chepangiana – (Đông Nam Á)
- Amanita hemibapha (species complex) – half-dyed slender caesar (miền nhiệt đới)
- Amanita jacksonii – Jackson's slender caesar, American caesar (phía đông Bắc Mỹ)
- Amanita calyptroderma (=Amanita lanei, Amanita calyptrata) – coccora, coccoli (phía tây Bắc Mỹ)
- Amanita spreta – hated amanita, hated caesar (phía đông Bắc Mỹ)
- Amanita zambiana – Zambian slender caesar (châu Phi)

## Phân chiAmanitina

### Phân chiAmidella
- Amanita curtipes – (phía nam châu Âu)
- Amanita lepiotoides – (phía nam châu Âu)
- Amanita ovoidea – bearded amanita, European egg amidella (phía nam châu Âu)
- Amanita ponderosa – (phía nam châu Âu)
- Amanita proxima – (phía nam châu Âu)
- Amanita volvata * – American amidella (phía đông Bắc Mỹ)

### Phân chiRoanokenses

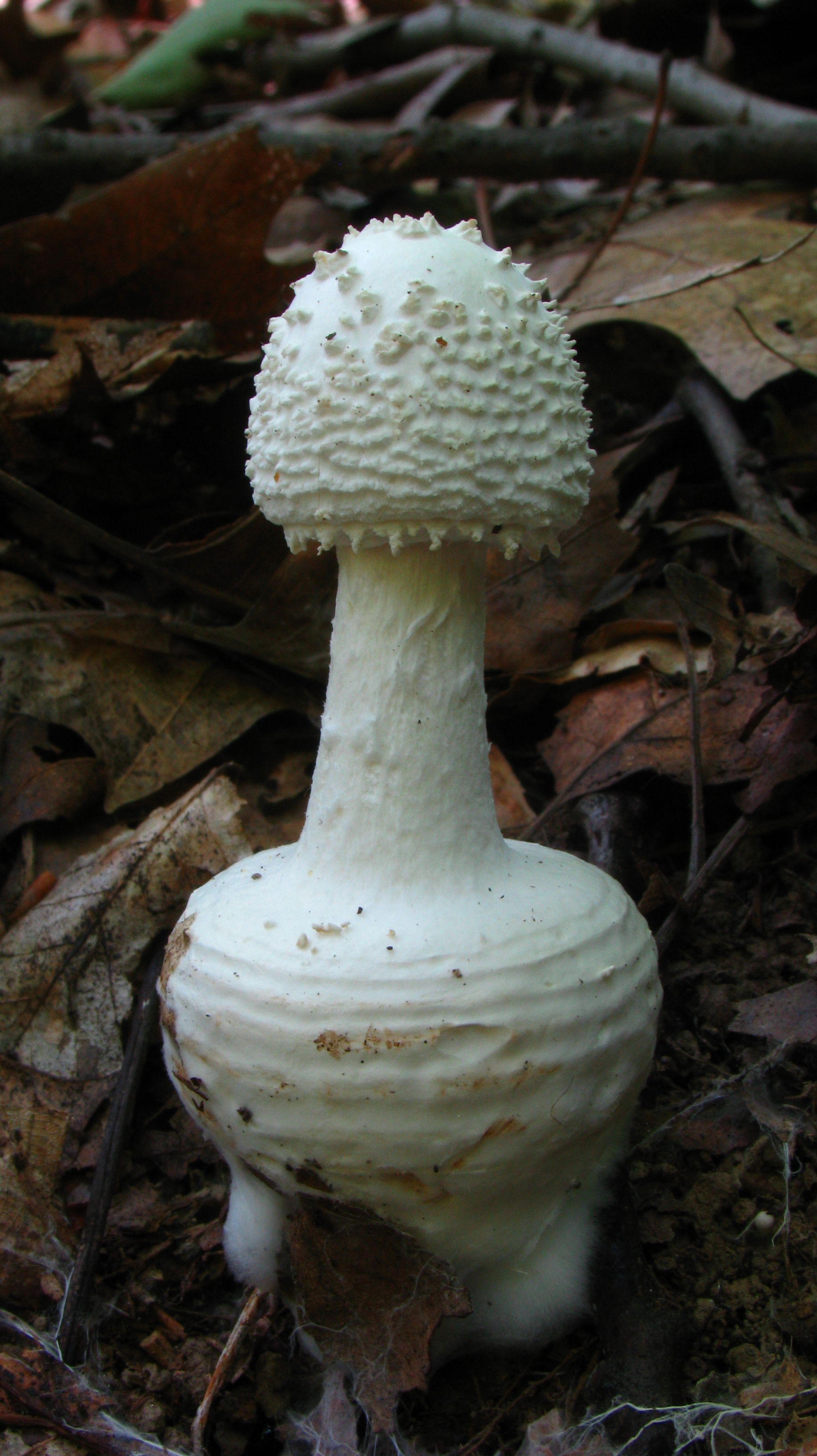
A. abrupta

- Amanita abrupta – Abrupt-bulbed Lepidella
- Amanita atkinsoniana
- Amanita austroviridis – Australian verdigris Lepidella (Úc)
- Amanita ananiceps – White-veiled Lepidella, Australian pineapple Lepidella (Úc)
- Amanita cinereovelata – (phía bắc Bangladesh)
- Amanita cokeri – Coker's Lepidella
- Amanita daucipes – Carrot-foot Lepidella, turnip-foot Amanita
- Amanita macrocarpa – phía nam Trung Quốc
- Amanita magniverrucata – Great-warted Lepidella
- Amanita onusta – Loaded Lepidella, gunpowder Lepidella
- Amanita ravenelii – Pinecone Lepidella (Bắc Mỹ)
- Amanita rhopalopus – American Club-Footed Lepidella (Bắc Mỹ)
- Amanita smithiana – Smith's Lepidella (phía tây Bắc Mỹ)
- Amanita echinocephala (hoặc Amanita solitaria) – European solitary Lepidella (châu Âu)
- Amanita sphaerobulbosa – Asian abrupt-bulbed Lepidella (phía đông châu Á)
- Amanita strobiliformis – warted amanita (châu Âu)

### Phân chiPhalloideae

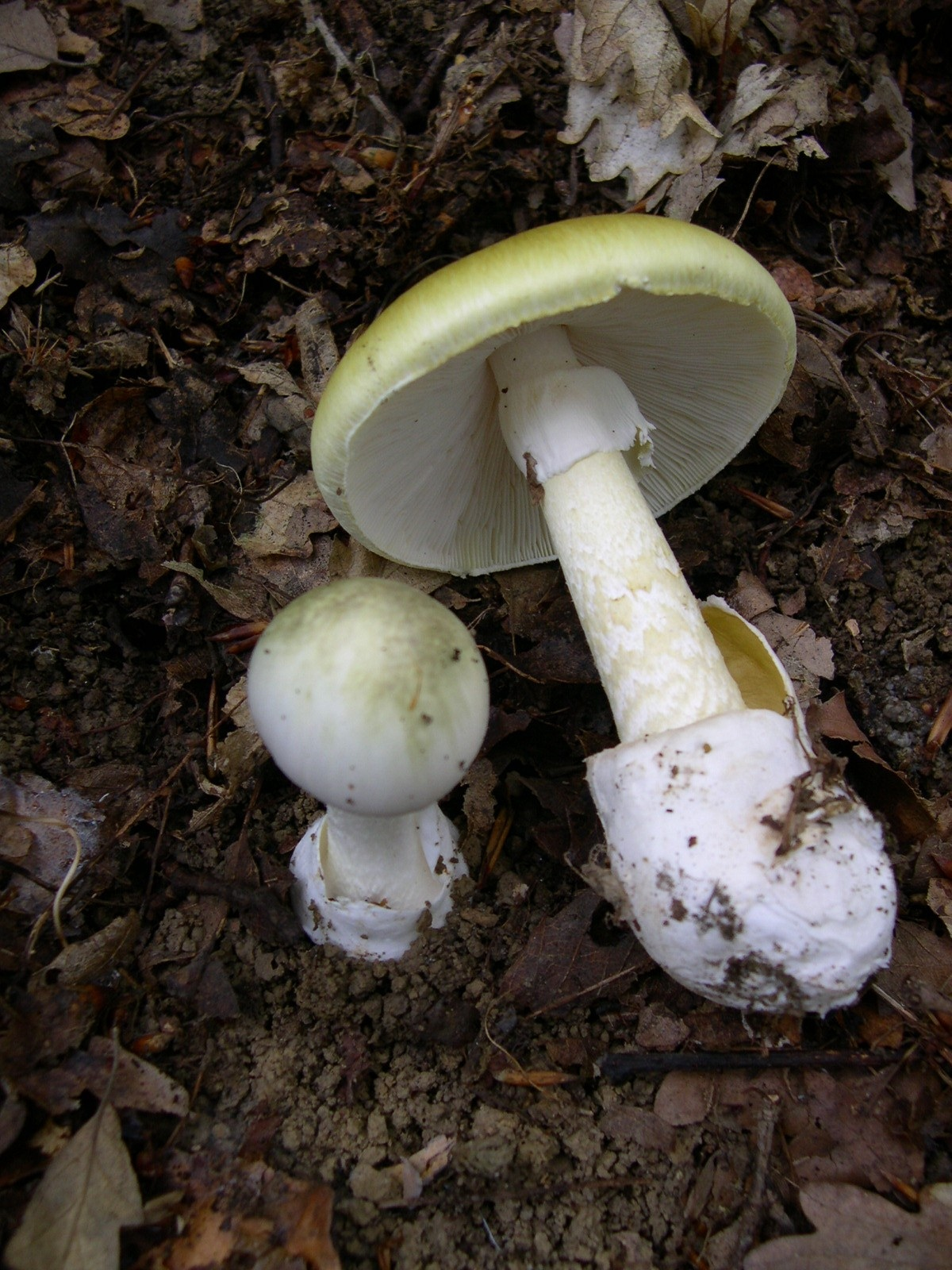
A. phalloides

- Amanita arocheae – Latin American death cap (Trung và Nam Mỹ)
- Amanita bisporigera – destroying angel (phía đông Bắc Mỹ)
- Amanita exitialis – Guangzhou destroying angel (phía nam Trung Quốc)
- Amanita fuliginea - East Asian Brown Death Cap (Nhật Bản, Trung Quốc)
- Amanita magnivelaris – great felt skirt destroying angel (phía đông Bắc Mỹ)
- Amanita marmorata subsp. myrtacearum – marbled death cap (Hawaii)
- Amanita manginiana – Chiu's false death cap (Đông Á)
- Amanita ocreata – destroying angel, death angel (phía tây Bắc Mỹ)
- Amanita pseudoporphyria – Hongo's false death cap (Đông và Nam Á)
- Amanita phalloides * – death cap (toàn cầu)
- Amanita subjunquillea – phía đông Asian death cap (Đông & Đông Nam Á)
- Amanita verna – fool's mushroom (phía nam châu Âu)
- Amanita virosa – destroying angel (châu Âu)
- Amanita virosiformis – narrow-spored destroying angel (bang Florida)

### Phân chiValidae

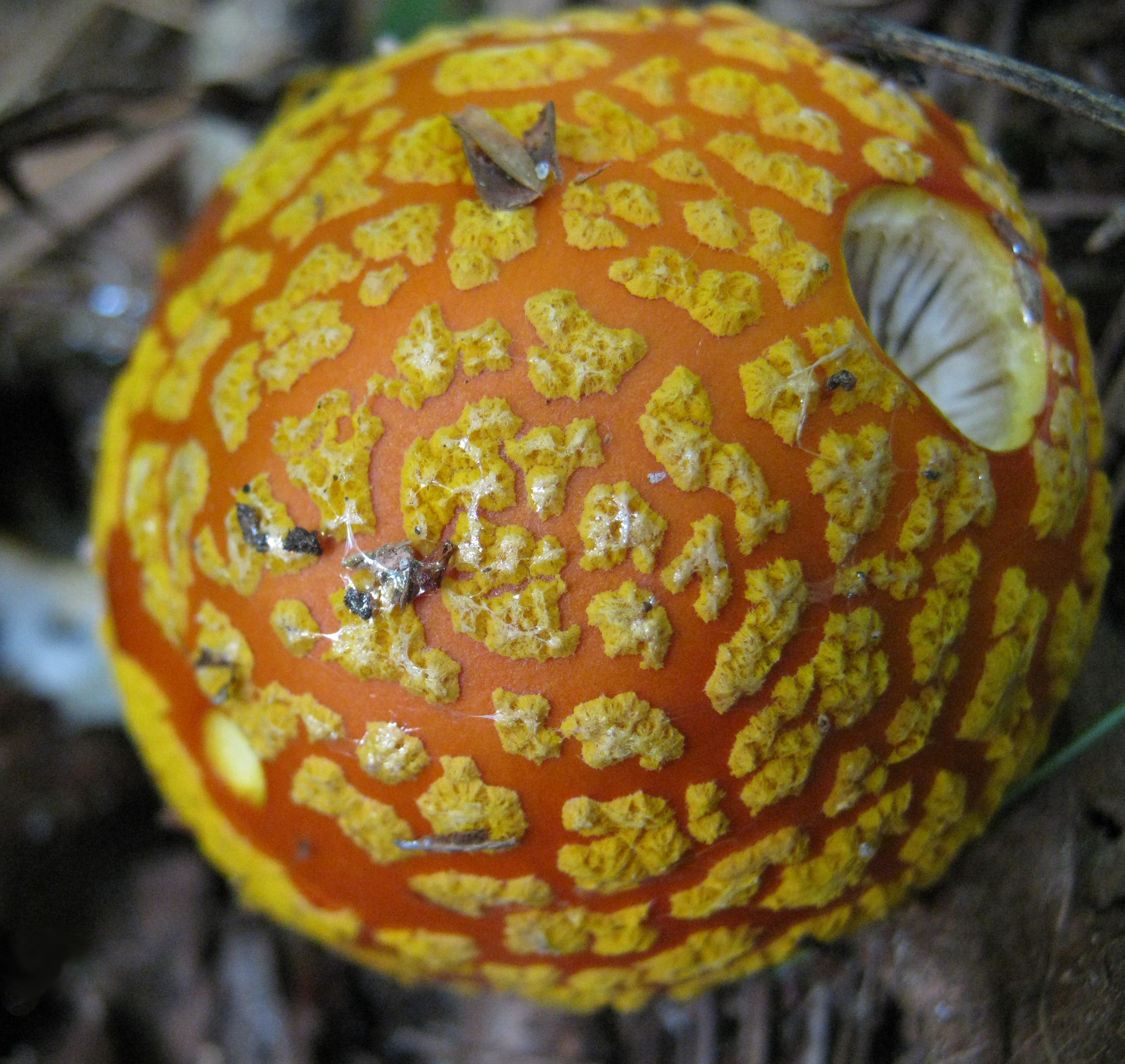
A. flavoconia

- Amanita aestivalis - white American star-footed Amanita (Bắc Mỹ)
- Amanita australis - far south Amanita (New Zealand)
- Amanita brunnescens – brown American star-footed Amanita, cleft-footed amanita (Bắc Mỹ)
- Amanita brunneolocularis - Mesoamerican Dark Volva Blusher (Colombia, Costa Rica, Honduras)
- Amanita citrina – false death cap (châu Âu)
- Amanita excelsa
- Amanita excelsa var. excelsa * (=Amanita excelsa var. valida) – (châu Âu)
- Amanita excelsa var. spissa * (=Amanita spissa) – grey-spotted amanita, European false blusher (châu Âu)
- Amanita flavella – orange Amanita, Australian yellow-dust amanita (Úc)
- Amanita flavoconia – yellow patches, yellow wart, American yellow-dust amanita (phía đông Bắc Mỹ)
- Amanita flavorubens – yellow blusher (phía đông Bắc Mỹ)
- Amanita franchetii (= Amanita aspera) – yellow-veiled amanita (châu Âu, Bắc Mỹ)
- Amanita luteofusca - Thorn-Bush Amanita (Úc)
- Amanita nothofagi - miền nam beech Amanita (New Zealand)
- Amanita novinupta – miền tây blusher, blushing bride (phía tây Bắc Mỹ)
- Amanita porphyria – purple-brown Amanita, porphyry amanita (châu Âu)
- Amanita rubescens – European blusher, golmotte (châu Âu và phía đông Bắc Mỹ)

## Phân chiLepidella(=Saproamanita)

### Phân chiLepidella(=Saproamanita)
- Amanita chlorinosma – Chlorine Lepidella (phía đông Bắc Mỹ)
- Amanita inopinata – Unexpected Guest Lepidella (New Zealand, phía đông châu Âu)
- Amanita nauseosa
- Amanita thiersii – Thiers' Lepidella (phía đông Bắc Mỹ)
- Amanita vittadinii – Barefoot Amanita, Vittadini's Lepidella (phía nam châu Âu)